# Éric Cantona
Éric Daniel Pierre Cantona (Marselha, 24 de maio de 1966) é um ator, diretor de futebol, treinador de futebol de areia e ex-futebolista francês.
Polêmico e habilidoso, tendo recebido diversos apelidos que retratam sua personalidade e talento como "L'Enfant Terrible", "The Genious", "The Bad boy" e "Eric, the King", Cantona é considerado um dos principais responsáveis pelo ressurgimento do Manchester United nos anos 1990, onde virou ídolo utilizando a lendária camisa número 7, que pertenceu a alguns dos principais atletas da história do clube, com a gola virada para cima, como era sua marca registrada. Antes, esteve também no último título inglês do Leeds United, embora sem tanto protagonismo.
Um dos maiores momentos que viveu nos Red Devils foi dar uma "voadora" em um torcedor do Crystal Palace. Cantoná levou uma suspensão de nove meses sendo posteriormente preterido nas convocações seguintes da Seleção Francesa - que acabaria vencendo a Copa do Mundo de 1998. Ao receber a notícia de que não participaria do Mundial, decidiu encerrar sua carreira com apenas trinta anos. Seria posteriormente eleito o melhor jogador da história do Manchester United, superando nomes como Bobby Charlton e George Best (um dos principais jogadores a utilizarem a 7).
Incluído na edição inaugural do Hall da Fama do Futebol Inglês, em 2002, Cantona foi descrito pelo museu responsável como: "O enigmático francês foi um dos mais controversos jogadores da história da Premier League".

## Carreira

### França
Cantona iniciou sua carreira no futebol defendendo o Les Caillols, atuando em diversas posições, inclusive como goleiro. Mas foi nas categorias de base do Auxerre, onde chegou com quinze anos, que Cantona passou a atuar como atacante. Sua estreia na equipe principal aconteceu duas temporadas depois, em 5 de novembro de 1983, numa vitória sobre o Nancy (4 a 0). Tendo atuado pouco durante suas três primeiras temporadas (apenas quinze partidas e dois tentos), foi emprestado ao Martigues, que disputava a segunda divisão francesa na época. No Martigues, onde ficou durante alguns meses, disputou outras quinze partidas, e marcando duas vezes a mais, mas atuando com regularidade durante o período, ao contrário de sua primeira passagem no Auxerre.
Quando retornou do Martigues, Cantona assinou seu primeiro contrato profissional com o Auxerre. Porém, no próprio Auxerre Cantona começou a ter seus primeiros problemas disciplinares, tendo agredido seu companheiro Bruno Martini, sendo posteriormente apenas multado. No ano seguinte, mantendo sua rotina de suspensões, foi suspenso novamente após expulsão por dura falta em Michel Der Zakarian, pegando um gancho de três partidas, mas sendo reduzido a duas, após o Auxerre ameaçar não liberá-lo para a Seleção Francesa (na qual, estrara no ano anterior, na derrota para a Alemanha Ocidental (2 a 1), tendo marcando o único tento francês). Cantona ainda participaria nesse ano da conquista do Campeonato Europeu Sub-21 de 1988.
Mesmo com seus grandes problemas disciplinares, o Marseille o contratou, pagando um valor recorde do futebol francês na época (algo em torno de três milhões e meio de dólares), mas Cantona não conseguiu brilhar no clube. No início do ano seguinte à sua contratação, num amistoso contra o Torpedo Moscou, chutou a bola contra a torcida e arrancou sua camisa após ser substituído. Acabou sendo suspensão do clube durante um mês, sendo sua segunda suspensão no período (fora suspenso poucos meses antes durante um ano da seleção, após insultar o treinador da época em um programa de televisão). Acabaria sendo emprestado ao Bordeaux logo após o episódio e, na temporada seguinte, ao Montpellier, que pagou quatrocentos mil dólares.
No Montpellier mostrou mais uma vez seu lado indisciplinado, quando atirou suas chuteiras no seu companheiro de equipe Jean-Claude Lemoult. Seis atletas do time chegaram a pedir a demissão de Cantona, mas com ajuda de outros companheiros, dentre eles Laurent Blanc e Carlos Valderrama, acabaria permanecendo, sendo suspenso durante um curto período (para seus padrões) de dez dias. Posteriormente, Cantona seria importante na conquista da Copa da França, além de conseguir exibir um bom futebol novamente.
Com boas atuações, retornou ao Marseille, onde de início, conseguiu demonstrar seu bom futebol sob o comando de Gérard Gili e, posteriormente Franz Beckenbauer. Porém, o presidente do clube na época, Bernard Tapie, não estava satisfeito com os resultados obtidos pela equipe e dispensou Beckenbauer, contratando Raymond Goethals. Cantona acabaria não se entendendo com o técnico, estando sempre em desacordo com o mesmo (tendo Goethals o deixado de fora da disputa da final da Copa dos Campeões da UEFA contra o Estrela Vermelha, que acabaria conquistando o título nos pênaltis) e, após o término da temporada, onde fora campeão nacional pela segunda vez, foi negociado com o pequeno Nîmes, que pagou dois milhões e meio de dólares.
Sua nova equipe, após ter o auge da história na década de 1950, entrada em declínio a partir da década seguinte. A contratação da Cantona, acompanhada pela de Laurent Blanc, foi justamente parte de um projeto ambicioso do Nîmes na sequência de um retorno à primeira divisão. Ali, o atacante conseguiria boas atuações, voltou a ter problemas disciplinares. Numa partida na Liga Francesa em dezembro de 1991, Cantona, irritado com as decisões do árbitro, atirou a bola contra o mesmo. No julgamento sobre seu ato, Cantona xingou um por um os responsáveis pela punição, ganhando dois meses extra de suspensão.
Irritado com suas seguintes suspensões, anunciou sua aposentadoria no mesmo mês da suspensão. O ídolo nacional e então técnico da seleção francesa Michel Platini (que no ano seguinte levaria Cantona à Eurocopa 1992), que tinha grande admiração pelo futebol do polêmico atleta, juntamente com o então dirigente da seleção, Gérard Houllier, e seu psicanalista, o convenceram a mudar sua ideia sobre a prematura aposentadoria. Seu psicanalista ainda recomendou que Cantona deveria recomeçar sua carreira em outro país. Ainda no mesmo mês, numa partida do Auxerre contra o Liverpool, Platini chegaria a conversar com Graeme Souness, treinador do Liverpool na época, sobre a possibilidade de Cantona defender o clube, mas sendo rejeitada por Souness.

### Inglaterra
No ano seguinte, Cantona passou uma semana de testes no Sheffield Wednesday, treinado por Trevor Francis, que na época estava na terceira colocação do campeonato. Tendo sido oferecido uma prorrogação pela direção para Cantona permanecer no clube e, posteriormente ser contratado. Irritado com a demora na decisão sobre seu futuro, acabaria recusando e assinando com o Leeds United. No Leeds, chegou na metade da temporada, já em fevereiro de 1992. O clube já brigava palmo a palmo por um título que acabaria se consumando adiante. É justamente o último título do Leeds na elite inglesa; a chegada de Cantona rendeu um toque artístico no título, embora a participação do francês com o tempo tenha ficado superestimada: foram apenas seis partidas como titular em quinze disputadas, com três gols (o mais lembrado deles, em vitória por 3-0 sobre o Chelsea: recebendo na corrida uma cobrança de lateral, levantou a bola para um lado e para o outro diante do zagueiro, concluindo em seguida).
Cantona continuaria na Leeds na temporada seguinte, tendo marcado um hat-trick (três gols) na vitória sobre o Liverpool (4 a 3) na Supercopa da Inglaterra. Posteriormente, marcaria novamente um hat-trick contra o Tottenham Hotspur, na disputa da então recém-criada Premier League, sendo o primeiro na história da competição. Porém, embora estivesse prestigiado entre os torcedores, Cantona já não contava com o mesmo apoio da diretoria do clube, que o via como egoísta e com quem já vinha trocando farpas públicas através da imprensa. Deixaria o Leeds no final do ano, assinando com o rival Manchester United, que pagou um milhão e duzentas mil libras pelo jogador.
Ironicamente, a contratação aconteceu após o presidente do Leeds, Bill Fotherby conversar com Martin Edwards (presidente do United) sobre a possibilidade  de contratação de Denis Irwin, e, como os Red Devils precisavam de um atacante, tendo tentado a contratação de vários, mas fracassado, viu em Cantona o atleta ideal - embora a proposta pelo francês tenha ocorrido inicialmente em tom de brincadeira por Alex Ferguson. O Leeds ainda acabaria ficando sem Irwin, que foi considerado inegociável. Cantona estreou em amistoso com o Benfica, a celebrar os 50 anos de Eusébio. Já no campeonato, passou a desde logo contribuir com gols e armação de jogadas no setor, outrora o ponto fraco, além de assumir para si a responsabilidade, tirando sobrecarga sentida pelas colegas. Com dedicação também nos treinamentos, conquistou sem demora colegas que estavam outrora receosos com a contratação, cientes do histórico indisciplinado do reforço.
Passaria suas melhores quatro temporadas e meia no Manchester United, se tornando rapidamente ídolo, onde é creditado como um dos principais responsáveis pelo ressurgimento do clube nos anos 1990, conquistando diversos títulos desde então. Na primeira temporada de Cantona no clube, quando o Manchester não estava bem no campeonato, acabou terminando com a conquista do título nacional, após décadas sem. Na segunda, segundo título consecutivo da equipe (terceiro seu), e de quebra, com um Double, conquistando também a Copa da Inglaterra, com Cantona marcando duas vezes. Apesar dos títulos, os problemas disciplinares continuavam, tendo sido multado em quase três mil dólares por cuspir em um torcedor do seu ex-clube, o Leeds. Fora também suas continuas expulsões por reclamar e xingar os árbitros. Ainda em 1994, pouco tempo após a Copa do Mundo (a qual a Seleção Francesa não se classificou), Cantona foi preso, e, estando algemado, conseguiu se soltar e dar um soco no policial.
Porém, em sua terceira temporada, receberia sua maior punição na carreira, e se tornando também sua maior frustração: durante uma partida contra o Crystal Palace, em 25 de janeiro de 1995, Cantona recebeu o cartão vermelho após grave falta no adversário, e, passando em frente a torcida rival, Cantona, que era xingado por diversos torcedores, partiu para cima do torcedor Matthew Simmons, dando uma "voadora" ao estilo "kung fu", e seguido por uma série de socos. Cantona, inicialmente, foi penalizado apenas pela Federação Inglesa, que o proibiu de atuar em qualquer partida nos nove meses seguintes, além de uma multa de doze mil dólares. No mês seguinte, sua pena foi ampliada, tendo que pagar mais uma multa de 25 mil dólares. Para piorar sua situação, a FIFA também o puniu, o proibindo de atuar profissionalmente em qualquer partida de futebol, além da Justiça Inglesa, que o sentenciou a duas semanas de prisão, que foram substituídas por 120 horas de serviços comunitários.
Para uma maior infelicidade, o United acabaria perdendo o título inglês para o Blackburn sem Cantona. Mesmo suspenso, o Manchester renovou seu contrato por mais três temporadas, e pouco tempo depois, Cantona voltaria a criar problemas, quando atacou um reporter da ITN, perdendo os seus direitos com a Lei Francesa. Após seu retorno, conquistaria mais dois títulos ingleses, além de mais uma Copa da Inglaterra (marcando o único tento na vitória aos 85 minutos, contra o Liverpool) e foi agraciado com a faixa de capitão. Mas isso não foi suficiente para que Cantona retornasse para a Seleção Francesa, onde era titular e capitão antes da suspensão, sendo preterido pelo então treinador Aimé Jacquet, que pretendia renovar a equipe. Nas campanhas seguintes sem Cantona, a França viveria seus maiores momentos, conquistando a Copa do Mundo de 1998 e a Eurocopa 2000 (fora também semifinalista na edição de 1996). Cantona, que vivia grande momento no Manchester, chateado em saber que não seria convocado para o Mundial, disputado na França, anunciou o fim de sua carreira, com apenas trinta anos. Mesmo tendo vários torcedores, dirigentes, dentre outros, pedindo seu retorno, Cantona não mudou de opinião, terminando seu ciclo no futebol de campo.

### Carreira pós futebol
Após sua aposentadoria, seguiria com sua carreira de ator (participou de filmes durante sua carreira como jogador), tendo destaque no filme Looking for Eric, onde interpreta a si mesmo durante sua passagem pelo United. Também virou treinador da Seleção Francesa de futebol de areia, tendo conquistado o título mundial em 2005 (também disputou essa edição como jogador). E chegou a ser diretor de futebol do restabelecido tradicional New York Cosmos.

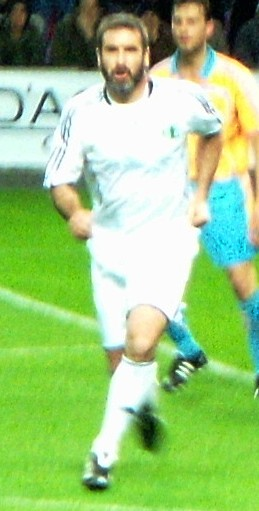
Éric Cantona em campo em amistoso de veteranos.

Em 2023, dedicado às lides musicais, anunciou o nome do EP de estreia. "I'll Make My Own Heaven" é como se vai chamar o seu primeiro trabalho discográfico. Três anos antes, fez uma participação no videoclipe de "Once", de Liam Gallagher.

## Títulos
Olympique de Marseille
- Campeonato Francês: 1988-89, 1989-90, 1990-91, 1991-92
- Copa da França: 1988-89

Montpellier
- Copa da França: 1989-90

Leeds United
- Campeonato Inglês: 1991-92
- Supercopa da Inglaterra: 1992

Manchester United
- Campeonato Inglês: 1992-93, 1993-94, 1995-96, 1996-97
- Copa da Inglaterra: 1993-94, 1995-96
- Copa da Liga Inglesa: 1991-92
- Supercopa da Inglaterra: 1993, 1994, 1996, 1997

Seleção Francesa
- Copa Kirin: 1994
- Jogos da Francofonia: 1994
- Jogos Mundiais Militares: 1995
- Torneio da França: 1988
- Campeonato Europeu de Futebol Sub-21: 1988

Seleção Francesa de Futebol de Areia
- Copa do Mundo FIFA de Futebol de Areia: 2005
- Liga Europeia de Futebol de Praia: 2004

### Prêmios individuais
- Seleção da Eurocopa: 1992
- Melhor Jogador do Campeonato Inglês: 1996
- Onze de Ouro: 1996
- Seleção da década do Campeonato Inglês (1993-2002)
- Jogador da década do Campeonato Inglês (1993-2002)
- Hall da Fama do Futebol Inglês (2002)
- FIFA 100